# دانشگاه بین‌المللی رباط
دانشگاه بین‌المللی رباط (به فرانسوی: Université internationale de Rabat) یک دانشگاه و مؤسسه آموزشی در مراکش است که در Salé Prefecture واقع شده‌است.